# Eufanto
Eufanto (en griego: Εὔφαντος; floruit c. 320 a. C.) de Olinto fue un filósofo de la Escuela megárica, así como un historiador y poeta trágico. Fue discípulo de Eubulides de Mileto, y preceptor de Antígono II Gónatas, rey de Macedonia. Escribió numerosas tragedias y era bien recibido en los juegos. También escribió Sobre la monarquía (griego: Περὶ Βασιλείας), dirigida a Antígono, y una historia de su propio tiempo. Alcanzó una edad provecta.
Ateneo se refiere a Eufanto con un relato detallado sobre Ptolomeo III de Egipto quien reinó mucho más tarde. La discrepancia ha sido explicada al suponerse la existencia de un Eufanto, o enmendar "III" por "I".